# カラヴァッジョ (ベルガモ県)
カラヴァッジョ（伊: Caravaggio ( 音声ファイル)）は、イタリア共和国ロンバルディア州ベルガモ県にある、人口約1万6000人の基礎自治体（コムーネ）。
バロック期の画家カラヴァッジョ（本名ミケランジェロ・メリージ）は、この町で少年時代を過ごした。郊外には、聖母が出現して霊験あらたかな泉が湧き出たという聖域があり、イタリアでは著名な巡礼地である。

## 地理

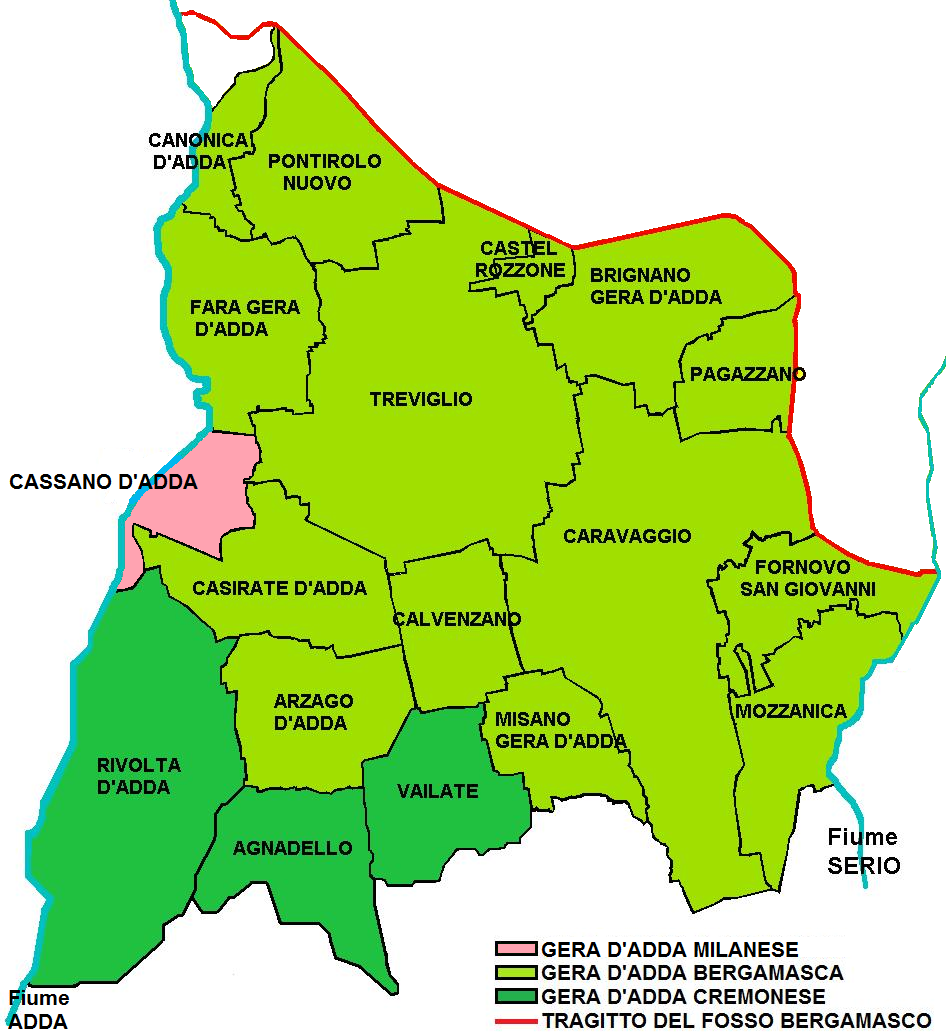
ジェーラ・ダッダ地方は3県にまたがる（黄緑：ベルガモ県、緑：クレモナ県、桃：ミラノ県）。赤線はフォッソ・ベルガマスコで、アッダ川とセーリオ川を結ぶ部分が示されている。

### 位置・広がり
ベルガモ県南端部、ジェーラ・ダッダと呼ばれる地域に位置する。コムーネ面積は32km2で市域は南北に長く、南にクレモナ県に接する。カラヴァッジョの街は市域中央にあり、県都ベルガモから南へ約23km、州都ミラノから東へ39km、ブレシアから西へ約45km、ピアチェンツァから北へ50kmの距離にある。
| 隣接するコムーネは以下の通り。CRはクレモナ県所属。 - ブリニャーノ・ジェーラ・ダッダ - 北 - パガッツァーノ - 北東 - モレンゴ - 北東 - バリアーノ - 東 - フォルノーヴォ・サン・ジョヴァンニ - 東 - モッツァーニカ - 南東 - セルニャーノ (CR) - 南 - カプラルバ (CR) - 南 - ミザーノ・ディ・ジェーラ・ダッダ - 南西 - カルヴェンツァーノ - 西 - トレヴィーリオ - 北西 |

市域の東部のバリアーノとの境界は、フォッソ・ベルガマスコ (it:Fosso bergamasco) と呼ばれる、中世に掘られた運河跡である。13世紀から14世紀にかけて、西のアッダ川からセーリオ川を経て東にオーリオ川まで掘られたこの運河は、中世から近世にかけ「ベルガモ」と「クレモナ」の境界線となっていた。

### 地震分類
イタリアの地震リスク階級 (it) では、3 に分類される
。

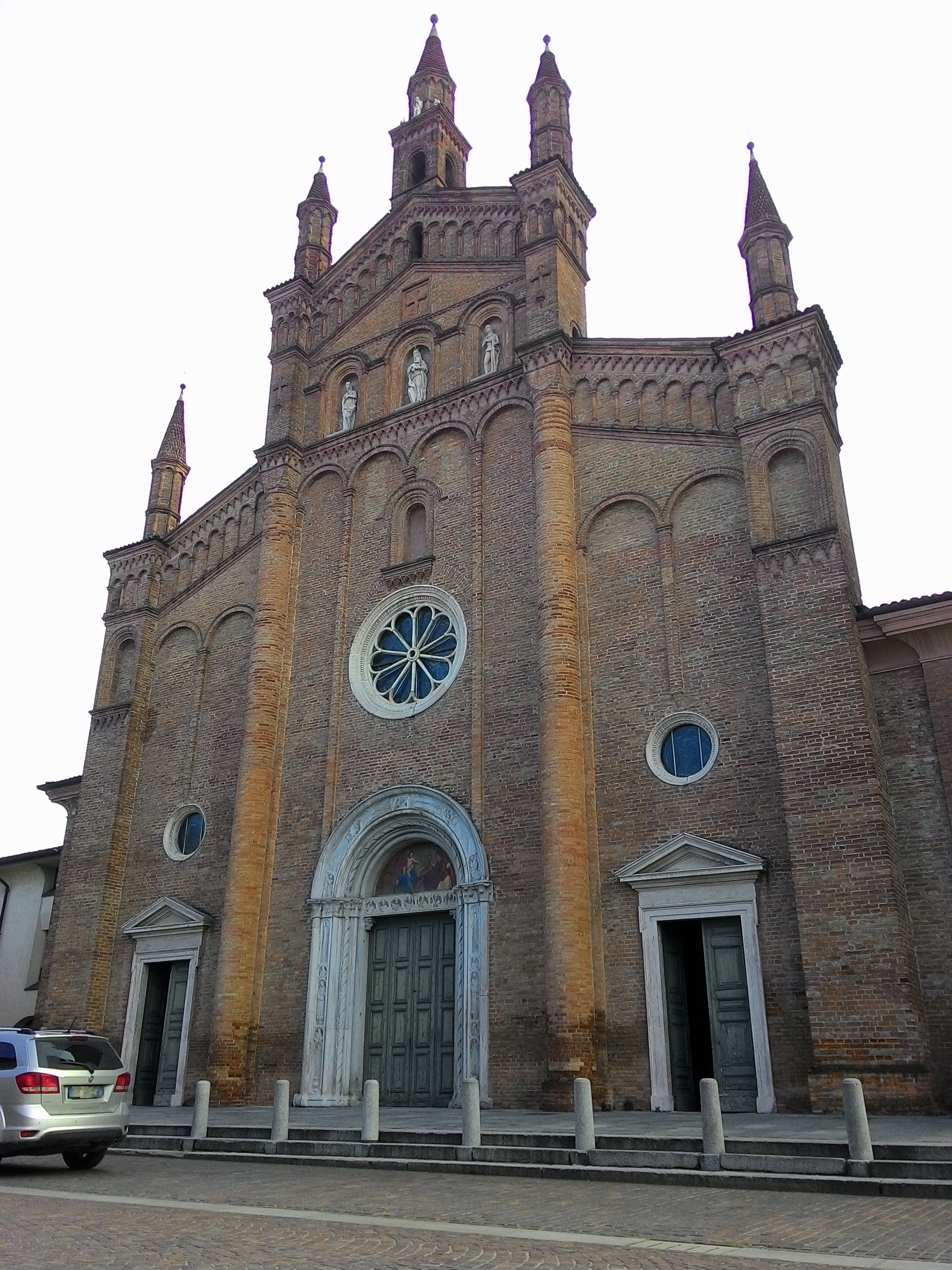
教区教会であるサンティ・フェルモ・エ・ルスティコ教会 (it)
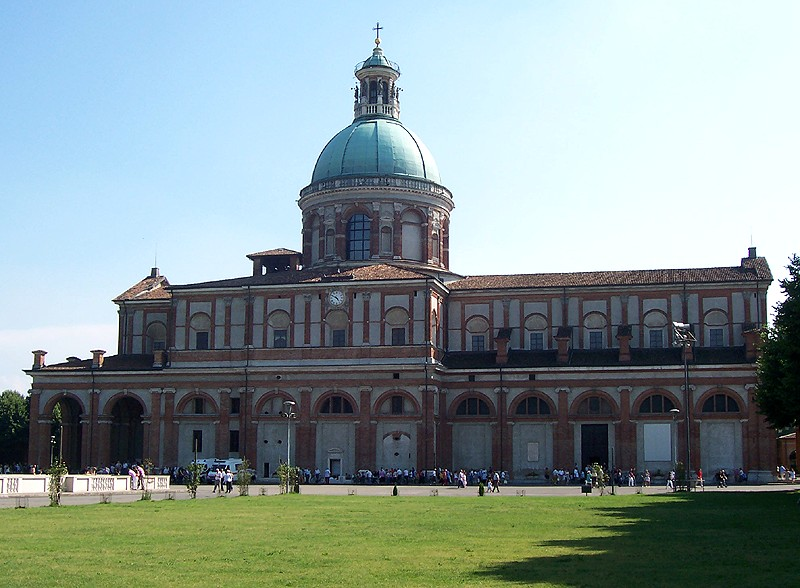
聖母の聖域

## 歴史
1432年5月26日、この町の郊外の野原で農婦の前に聖母の出現があったという（カラヴァッジョの聖母）。出現地は泉が湧いて聖域とされ、巡礼地として高名になった。出現地には1575年から聖堂の建設が開始された。
一般に「カラヴァッジョ」の名で知られる画家ミケランジェロ・メリージ（1571年 - 1610年）は当地ゆかりの人物で、父親はカラヴァッジョ侯爵家に仕えるマギステル（執事兼建築家）であった。画家の正確な出生地は長らく不明であり、当地生まれたとされたこともあったが、近年（2007年時点）ミラノで洗礼記録が発見され、彼がミラノ生まれであったことが判明した。1577年、6歳の彼はミラノでのペスト流行を逃れるため家族とともに当地に移住、父や親族の死などを見つつ、13歳で画家を志してミラノに出るまでの少年時代を過ごした。画家は修業時代にはしばしば当地に帰ったようであるが、1592年にあわただしくローマに旅立って以後、郷里に帰ることはなかった。

## 文化・観光
聖母の聖域
聖母の聖域 (it:Santuario di Santa Maria del Fonte presso Caravaggio) は、市街の南西郊外（ミザーノ・ディ・ジェーラ・ダッダとの間のほぼ中間）にある。聖堂の建物は1575年から建設が開始されたもので、完成は18世紀である。

## 交通
市域北部には、ミラノとブレシアを結ぶ鉄道・道路が通っている。

### 鉄道

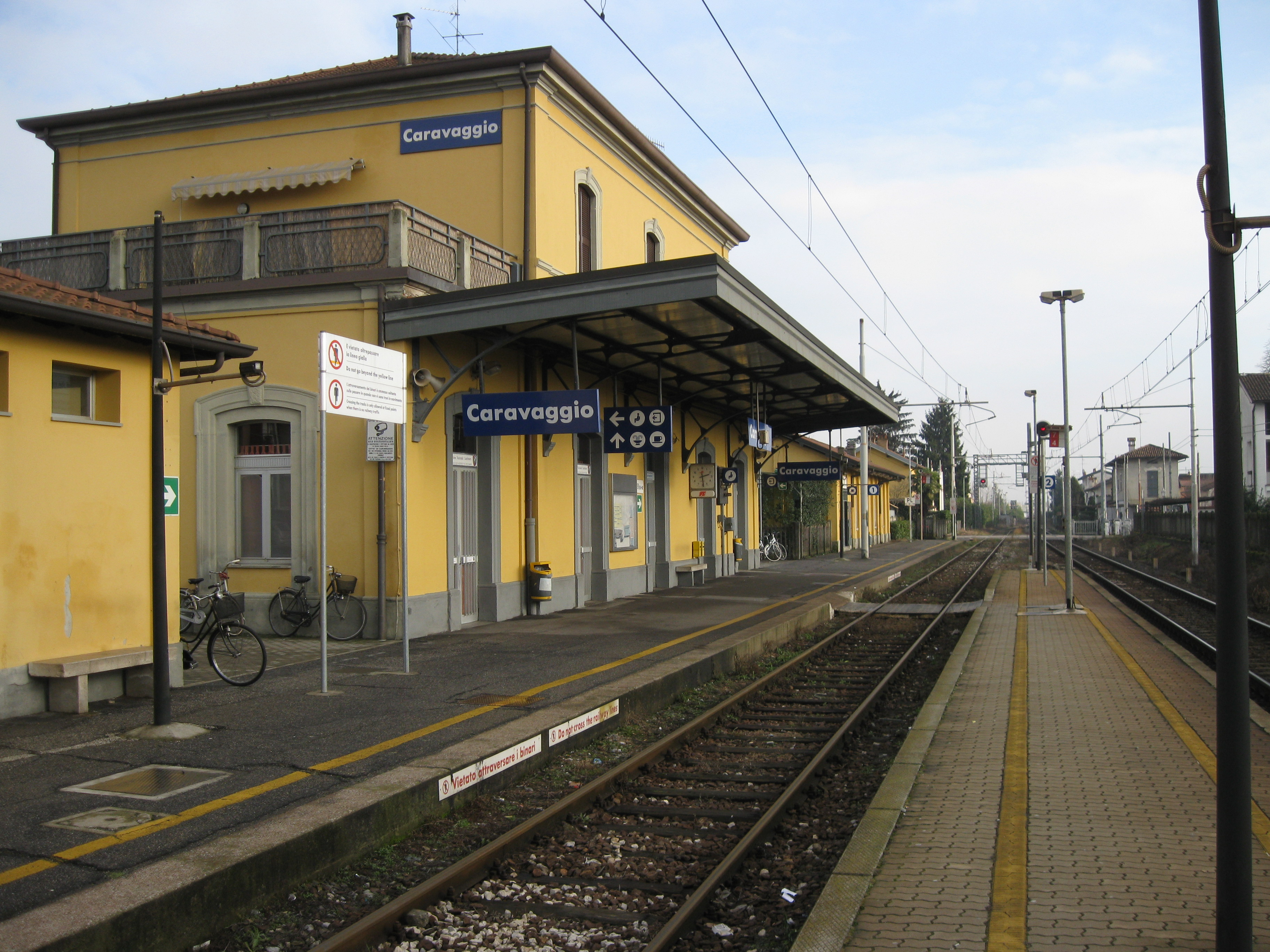
カラヴァッジョ駅

市域北部には、北イタリアを横断する幹線であるミラノ＝ヴェネツィア線が走り、ヴィダレンゴ駅が置かれている。町の中心駅であるカラヴァッジョ駅は、トレヴィーリオでミラノ＝ヴェネツィア線から南に分岐するトレヴィーリオ＝クレモナ線の駅である。
- トレヴィーリオ＝クレモナ線 (it:Ferrovia Treviglio-Cremona) 
  - カラヴァッジョ駅 (it:Stazione di Caravaggio)
- ミラノ＝ヴェネツィア線 (it:Ferrovia Milano-Venezia) 
  - ヴィダレンゴ駅 (it:Stazione di Vidalengo)

アウトストラーダ A35とともに、ミラノ＝ヴェローナ高速線 (it:Ferrovia Milano-Verona (alta velocità)) が通過する。

### 道路
高速道路
- アウトストラーダ A35 (it:Autostrada A35)

国道・県道
- SS11 (it:Strada statale 11 Padana Superiore)
- SPexSS11
- SS185
- SP121
- SP130
- SP131
- SP132

## 人物

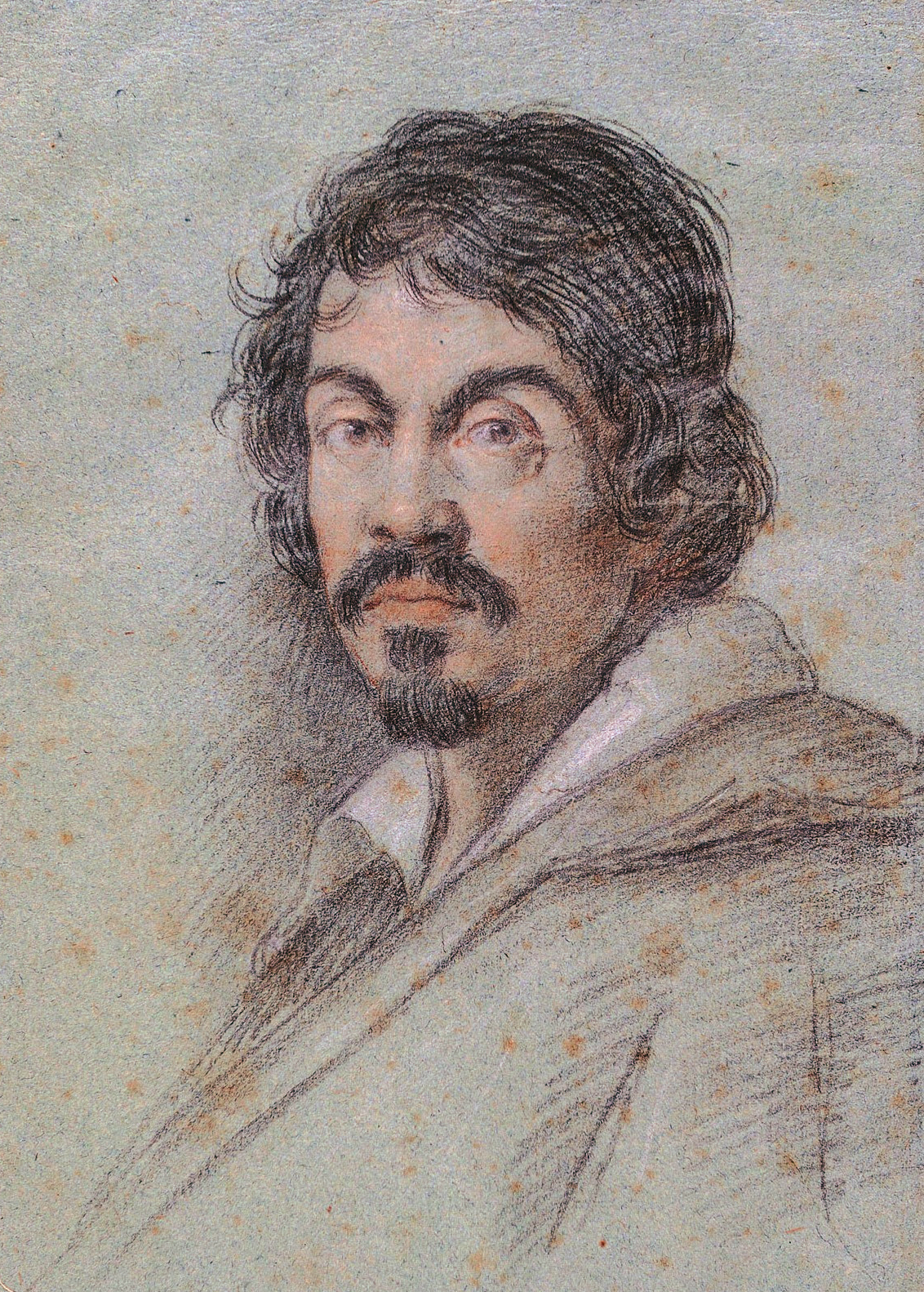
カラヴァッジオ（ミケランジェロ・メリージ）

### 著名な出身者
- ポリドーロ・ダ・カラヴァッジオ（英語版） - 後期ルネサンス（マニエリスム期）の画家。本名はポリドーロ・カルダラ。

### ゆかりの人物
- ミケランジェロ・メリージ・ダ・カラヴァッジオ - バロック期の画家。

## 姉妹都市
- Porto Ercole、イタリア 1973年
- バレッタ、 マルタ 2010年[12]